# إلياس بي. د. أوغدن
إلياس بي. د. أوغدن (بالإنجليزية: Elias B. D. Ogden)‏ هو محامي وقاضي أمريكي، ولد في 22 مايو 1800 في إليزابيث في الولايات المتحدة، وتوفي في 24 فبراير 1865.